# Marie Darrieussecq
Marie Darrieussecq (ur. 3 stycznia 1969 w Bajonnie) – francuska pisarka, laureatka Prix Médicis.

## Życiorys
Pochodzi z Baskonii. Ukończyła École normale supérieure w Paryżu, po czym napisała doktorat o autofikcji pod tytułem Moments critiques dans l’autobiographie contemporaine. Ironie tragique et autofiction chez George Perec, Michel Leiris, Serge Doubrovsky et Hervé Guibert. Wykładała na Uniwersytecie w Lille.
W 1996 ukazał się jej debiut, który napisała w ciągu sześciu tygodni: groteskowa powieść Świństwo, której bohaterka – piękna masażystka – pod wpływem otoczenia zmienia się w świnię. Książka jest satyrą na prawicowy ekstremizm, fanatyków New Age i nadmierną poprawność polityczną. Powieść zdobyła znaczny rozgłos: została przełożona na 35 języków, a jej francuski nakład przekroczył milion egzemplarzy. Świństwo wywołało także falę skrajnych reakcji. Darrieussecq otrzymywała emocjonalne listy, w których znalazły się pogróżki, a nawet próbka włosów łonowych.
W dwóch kolejnych powieściach – Naissance des fantômes oraz Le Mal de mer – Darrieussecq przyjęła bardziej stonowaną konwencję. Jej książka o żałobie Tom est mort (2007) spotkała się z zarzutem „psychologicznego plagiatu” ze strony Camille Laurens, która stwierdziła, iż Darrieussecq wykorzystała jej ból po stracie dziecka. Oskarżenie nie zostało potwierdzone, a wydawnictwo Darrieussecq, które dotychczas wydawało także Laurens, rozwiązało z oskarżającą kontrakt.
W 2013 Darrieussecq otrzymała Prix Médicis oraz Prix des Prix za powieść Il faut beaucoup aimer les hommes.
Jej proza często dotyczy tematów tabu, w szczególności związanych z seksualnością kobiet. Pisze regularnie dla magazynów kulturalnych, a także dla periodyków „Libération” i „Charlie Hebdo”.

## Twórczość
- 1996: Truismes; pol.:
  - Świństwo. Barbara Walicka (tłum.). Warszawa: BEJ Service, 1997. ISBN 83-905585-5-6. Brak numerów stron w książce
  - Świństwo (Truizmy). Barbara Walicka (tłum.). Kraków: Karakter, 2018. ISBN 978-83-65271-66-2. Brak numerów stron w książce
- 1998: Naissance des fantômes[6]
- 1999: Le Mal de mer[1]
- 2002: Le Bébé (literatura faktu o macierzyństwie)[5]
- 2003: White[6]
- 2007: Tom est mort[6]
- 2011: Clèves[6]
- 2013: Il faut beaucoup aimer les hommes[6]
- 2016: Être ici est une splendeur[8]
- 2017: Notre vie dans les forêts[8]
- 2019: La mer à l’envers[8]
- 2021: Pas dormir[9]